# Radomerščak
Radomerščak este o localitate din comuna Ljutomer, Slovenia, cu o populație de 167 de locuitori.